# Dollar voyageur
Le dollar voyageur est une pièce de monnaie en dollar canadien qui a été frappée de 1935 à 1986. Jusqu'en 1968, la pièce était composée à 80 % d'argent. Une version plus petite en nickel et destinée à la circulation générale a été frappée de 1968 à 1986.
En 1987, la pièce a été remplacée par le huard. Cependant, comme toutes les pièces abandonnées au Canada, les pièces en dollars du voyageur ont toujours cours légal.

## Historique

### Production
Le 4 mai 1910, le gouvernement canadien a adopté un amendement à la Loi sur la monnaie (projet de loi 195) qui ordonne la création d'un dollar canadien en argent. James Bonar, adjoint de la monnaie royale canadienne, qui avait lancé la conception de ce nouveau dollar décède le 10 novembre 1910. La production des matrices a été retardée et elles n'ont été livrées à la Monnaie que près d'un an plus tard. Au moment où les matrices sont arrivées, Robert Borden avait remporté ses élections canadiennes et avait annulé la production du dollar en argent. Bien qu'aucune raison officielle n'ait été donnée par le gouvernement Borden concernant l'annulation, une lettre de Bonar attribue le retrait de la pièce à l'absence de référence à Dieu (Dei gratia rex), ce qui a suscité une controverse parmi les Canadiens à l'époque.
Trois frappes d'essai de dollars en argent furent toute de même produites en 1911 par la Monnaie royale de Londres : deux frappés en argent et un en plomb. L'une des pièces en argent, propriété du Musée de la Monnaie royale, est prêtée à la Banque du Canada depuis 1976, tandis que la pièce en plomb a été découverte lors d'un déménagement en 1977. Les deux pièces ont été versées à la Collection nationale de monnaies de la Banque du Canada et sont exposés au Musée de la Banque du Canada depuis 1980.
L'avers représentant le buste du roi George V, sera conservé jusqu'à son décès en 1936 et utilisé avec les premiers dollars en argent mis en circulation.

### Jubilée d'argent

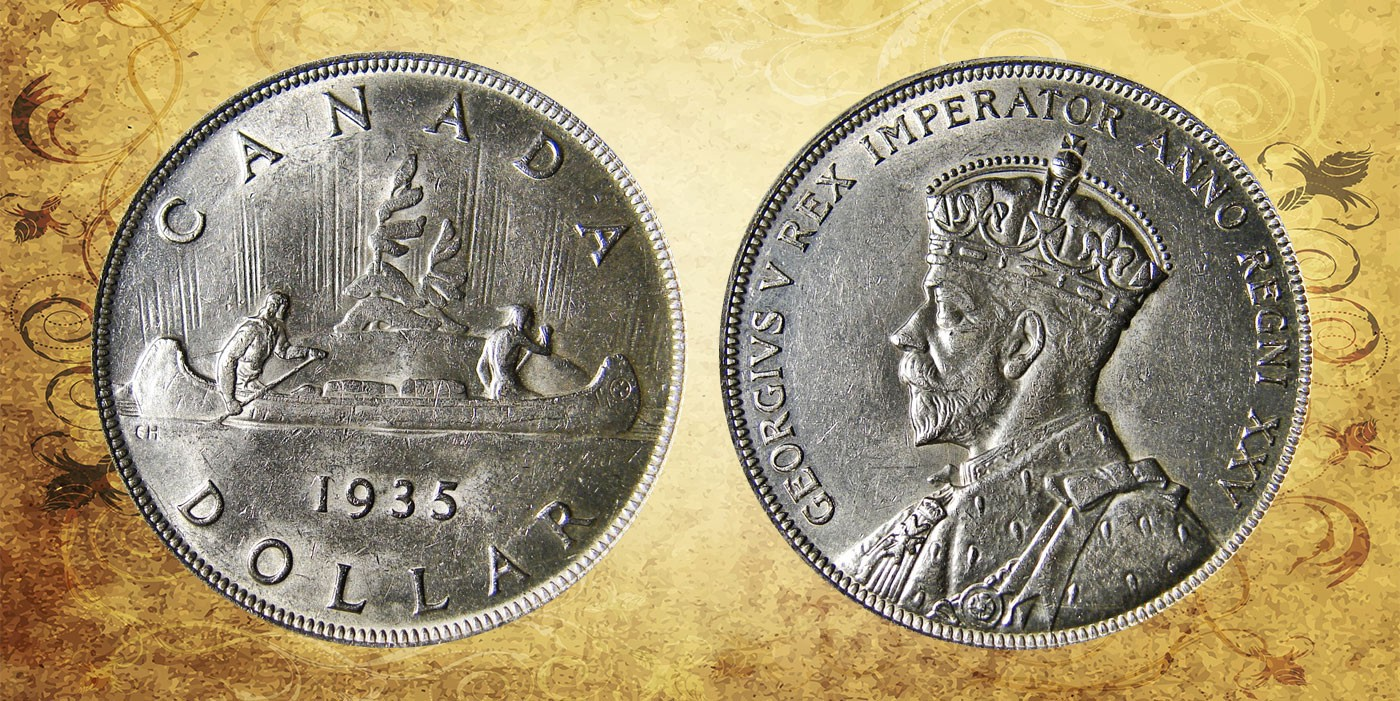
Dollar voyageur canadien de 1935, commémorant le jubilé d'argent du roi George V

En 1935, un dollar commémoratif en argent a été frappé pour le jubilé d'argent du roi George V. Il représentait le roi sur l'avers et un canot contenant un voyageur (négociant en fourrures Canadien français) et un autochtone sur le revers. Le canot contient également deux paquets de fourrures : sur l'un d'eux, on peut voir les initiales HB de la Compagnie de la Baie d'Hudson. Le revers a été conçu par Emanuel Hahn. Cette pièce a marqué le début de la circulation des dollars canadiens en argent, qui s'est poursuivie jusqu'en 1968, lorsque la composition de la pièce est passée de l'argent au nickel.

### Frappes en argent
L'émission fut généralement considérée comme un succès. À partir de 1936, le dollar en argent (en argent fin 800 ‰) fut frappé plus ou moins chaque année comme émission régulière destinée à la circulation générale, avec le même revers qu'en 1935.
Bien que  des dollars commémoratif ont été frappés pour la circulation lors de la visite du roi George VI en 1939, aucune pièce d'émission régulière n'a été frappée cette année-là, ainsi que jusqu'à la fin de la Seconde Guerre mondiale en 1945. Par la suite, des dollars voyageurs ont été frappés chaque année jusqu'en 1966, sauf les années où un dollar commémoratif était frappé pour être mis en circulation (par exemple en 1939 et 1949).

### Frappes en nickel
À partir de 1968, à la suite de la série du Centenaire du Canada de 1967, le modèle du dollar voyageur a repris. Elle était désormais frappée en nickel pur, à la suite de la décision de dévaloriser la monnaie canadienne de l'argent sur le nickel. Le passage à ce métal plus dur a conduit à réduire le diamètre de la pièce de 36 mm à 32 mm, ce qui a rendu la frappe considérablement plus facile.
Dès lors, la série n'a été interrompue que pour des émissions commémoratives en circulation, à l'exception de celles produites en 1982 (dollar des lois constitutionnelles) et 1984 (dollar de Jacques Cartier), où le dessin du voyageur a également été produit simultanément. Il a été frappé pour la dernière fois en 1986 et pour les collectionneurs en 1987.

### Abandon
Ni les dollars en argent ni ceux en nickel ne circulaient bien. La monnaie royale canadienne a ainsi constaté le besoin d'une pièce d'un dollar avec une plus grande circulation : puisqu'une pièce d'un dollar pouvait durer 20 ans de plus qu'un billet d'un dollar, ils ont calculé qu'ils pourraient économiser jusqu'à 250 millions de dollars en 20 ans. Pour en encourager la circulation, la taille a été réduite, la couleur a été modifiée et le billet d'un dollar a été retiré de la circulation.
À l'origine, il était prévu que le motif du voyageur soit conservé sur la nouvelle pièce d'un dollar de couleur or. Cependant, l'ensemble de matrices représentant le dessin a été perdu pendant le transport. Pour éliminer le risque de contrefaçon, un autre dessin soumis par Robert-Ralph Carmichael lors d'un concours de dessin de pièces de monnaie en 1978, représentant un huard a été utilisé.

## Éditions commémoratives
| Image | Année | Thème                                                                                     | Artiste          | Tirage    | Remarques |
| ----- | ----- | ----------------------------------------------------------------------------------------- | ---------------- | --------- | --- |
|       | 1939  | Visite royale                                                                             | Emanuel Hahn     | 1 363 816 | Conçu pour commémorer la visite du roi George VI et de la reine Elizabeth à Ottawa. Les mots latins Fide suorum regnat, qui signifient « Il règne par la foi de son peuple », sont inscrits.                                                                           |
|       | 1949  | Terre-Neuve rejoint la Confédération canadienne                                           | Ernest Maunder   | 672 218   | Le dessin représente le Matthew, navire sur lequel John Cabot a navigué lors de son arrivée à Terre-Neuve en 1497. Sous le navire se trouvent les mots latins Floreat Terra Nova, qui signifient « Que la terre nouvellement découverte puisse prospérer ».            |
|       | 1958  | 100e anniveraire de la Colombie-Britannique                                               | Stephen Trenka   | 3 039 630 | Conçu pour commémorer les 100 ans de la ruée vers l'or de Cariboo et de la création de la Colombie-Britannique en tant que colonie de la Couronne britannique. Le dessin présente un totem au premier plan, avec les montagnes Rocheuses en arrière-plan.              |
|       | 1964  | 100e anniversaire de la conférence de Charlottetown et de Québec                          | Thomas Shingles  | 7 296 832 | Le motif présente la fleur de lys française, le trèfle irlandais, le chardon écossais et la rose anglaise |
|       | 1967  | Centenaire du Canada                                                                      | Alex Colville    | 6 767 496 | Le motif représente une bernache du Canada en vol. |
|       | 1970  | 100e anniversaire de l'entrée du Manitoba dans la Confédération canadienne                | Raymond Taylor   | 4 140 058 | Le dessin représente un crocus des prairies, la fleur provinciale du Manitoba. |
|       | 1971  | 100e anniversaire de l'entrée du Colombie-Britannique dans la Confédération canadienne    | Thomas Shingles  | 4 260 781 | Le dessin représente les armoiries de la Colombie-Britannique, ainsi que sa fleur provinciale, le cornouiller |
|       | 1973  | 100e anniversaire de l'entrée de l'Île-du-Prince-Édouard dans la Confédération canadienne | Walter Ott       | 3 196 452 | La conception représente Province House, le siège de l'Assemblée législative de l'Île-du-Prince-Édouard. |
|       | 1974  | 100e anniversaire de Winnipeg                                                             | Patrick Brindley | 2 799 363 | Le dessin comporte le numéro 100, entouré en haut et en bas respectivement des mots « Winnipeg » et « 1874-1974 Canada dollar ». À l'intérieur des deux zéros se trouvent des illustrations de la rue principale de Winnipeg en 1874 (à gauche) et en 1974 (à droite). |
|       | 1982  | Loi constitutionnelle de 1867 and 1982                                                    | Ago Aarand       | 9 709 402 | Le dessin présente une reconstitution d'une peinture des Pères de la Confédération. |
|       | 1984  | 450e anniversaire de l'arrivée de Jacques Cartier en Gaspésie.                            | Hector Greville  | 7 009 323 | Le dessin représente l'explorateur Jacque Cartier devant une croix avec les armoiries françaises. |